# Сиди-Бу-Зид (город)
Сиди-Бу-Зи́д (Гаммуда) (араб. سيدي بوزيد‎) — город в Тунисе в 265 км к югу от столицы — города Тунис. Центр вилайета Сиди-Бу-Зид. Численность населения — около 40 тыс. человек.

## История
В годы Второй мировой войны в районе Сиди Бузид произошло одно из сражений Тунисской кампании.
17 декабря 2010 года в городе совершил самосожжение 26-летний Мохаммед Буазизи, торговец овощами, у мэрии города. Таким образом он выразил свой протест после того, как его товар конфисковала полиция из-за отсутствия у Буазизи лицензии на торговлю. Это событие положило начало массовым волнениям в Тунисе.